# Tratatul de la Poti
Tratatul de la Poti a fost un acord provizoriu dintre Imperiul German și Republica Democrată Georgia, prin care Georgia accepta protectoratul german în schimbul recunoașterii statalității sale. 
Acordul a fost semnat pe 28 mai 1918 de generalul german Otto von Lossow și de premierul Noe Ramishvili și ministrul de externe georgieni Akaki Chkhenkeli în orașul-port la Marea Neagră Poti.

## Contextul istoric
Vedeți și: Campania din Caucaz (Primul Război Mondial)
Pe 9 martie 1917 a fost înființat Comitetul Special Transcaucazian în frunte cu deputatul Dumei de Stat V. A. Harlamov, care trebuia să îl înlocuiască pe viceregele imperial marele duce Nicolae ca cel mai înalt reprezentat al administrașiei civile al guvernului provizoriu rus în Transcaucazia. Georgianul Akaki Chkhenkeli a fost numit membru al acestui Comitet Special. În noiembrie 1917 a fost creat primul govern al Trancaucaziei independente cu capital la Tbilisi - Seimul Transcaucazian, înlocuit după cucerirea puterii la Sankt Petersburg de către bolșevici de Comitetul Transcaucazian. Acest nou organ al puterii civile a fost condus de menșevicul georgian Nikoloz Chkheidze. 
Pe 5 decembrie 1917 a fost semnat armistițiul de la Erzincan dintre ruși și turci, care a pus capăt conflictului armat dintre Rusia bolșevică și Imperiul Otoman. Pe 3 martie 1918 a fost semnat Tratatul de la Brest-Litovsk, care a marcat ieșirea oficială a Rusiei din rândurile forțelor beligerante ale primei conflagrații mondiale. 
În perioada martie – aprilie 1918 a avut loc la Trabzon o conferință de pace la care au participat reprezentanții otomani și cei ai Seimului Transcaucazian. Enver Pașa s-a oferit să renunțe în numele Imperiului Otoman la orice pretenție în Caucaz în schimbul recunoașterii de către transcaucazieni a achizițiilor teritoriale din Anatolia asigurate de Tratatul de la Brest-Litovsk. Pe 5 aprilie, șeful delegației transcaucaziene, Akaki Chkhenkeli, a acceptat ca prevederile tratatului de la Brest-Litovsk să fie considerate baza de pornire a negocierilor viitoare și a telegrafiat șefilor săi cerându-le să adopte o poziție oficială favorabilă negocierilor. Liderii din Tbilisi aveau în majoritatea lor un punct de vedere diferit de cel al delegației transcaucaziene și au anunțat că între Transcaucazia și Imperiul Otoman există starea de război . Ostilitățile au fost reluate, iar trupele otomane au cucerit teritorii noi, atingând granițele antebelice.
Liderii de frunte ai Georgiei au ajuns la concluzia că doar o alianță cu Germania poate salva țara de la ocupația otomană. După eșecul înregistrat în cadrul negocierilor de pace, conflictul armat s-a reîntețit, dar Germania a hotărât să se folosească de noul context politic pentru a tranșa rivalitatea cu otomanii cu privire la influența in Caucaz. Inluența politică în Caucaz aducea după sine controlul asupra resurselor economice ale regiunii, în principal asupra zăcămintelor de petrol de la Baku, dar și asupra oleoductului Baku-Batumi. 

## Tratatul
Tratatul a fost semnat pe 28 mai 1918,la doar două zile după proclamarea independenței Georgiei și la patru zile după ce conferința de pace transcaucaziano-otomană de la Batumi sponsorizată de Germania se încheiase cu un eșec. Georgia, încurajată de liderii misiunii germne, Friedrich Freiherr Kress von Kressenstein și Friedrich Werner von der Schulenburg, s-a retras din federație și și-a declarant independența ca o republică separate. Georgia trebuia să facă față atacului ottoman, iar liderii țării s-au grăbit spre Poti, unde delegația germană aștepta la bodrul submarinului Minna Horn. Pe 28 mai a fost semnat un tratat provizoriu. Georgia urma să fie recunoscută official și să primească protecția Imperiului German. Convenția permitea Germaniei să folosească în mod liber și fără limite căile ferate și toate vasele existente în porturile georgiene, libera circulașie a monedei germane în Georgia, înființarea unei corporații minere mixte precum și schimbul reciproc de reprezentanți consulari și diplomatici. Printr-un act suplimentar secret, von Lossow și-a luat angajamentul în numele guvernului său să asigure recunoașterea international a Georgiei și să apere integritatea ei territorial. 

## Urmări
Cooperarea germano-georgiană, deși inegală și de scurtă durată, s-a dovedit benefică pentru tânărul stat caucazian și a contribuit la supraviețuirea sa în anul 1918. Pe 11 mai a fost convocată o nouă conferință de pace la Batumi. Imperiul Otoman și-a extins pretențiile teritoriale asupra regiunilor Tiblisi, Alexandropol și Echmiadzin, care urmau să fie stații pe o proiectată cale ferată, care să lege Kars, Djulfa de Baku. Delegațiile armenească și georgiană au încercat să tergiverseze discuțiile. Începând cu 21 mai, armata otomană a reluat înaintarea. A urmat luptele de la  Sardarapat (21-29 mai),  Kara Killisse (24-28 mai) și  Bash Abaran (21-24 mai). Pe 4 mai, RD Armeană a fost forțată la sfțrșitul acestui șir de bătălii să semneze Tratatul de la Batumi.
Delegația germană a plecat spre Constanța, fiind însoțită în această călătorie de o delegaie georgiană compusă din f Chkhenkeli, Zurab Avalishvili și Niko Nikoladze, care aveau puteri depline să negocieze un tratat final la Berlin. Georgia a refuzat în mod hotărât să se alieze cu Puterile Centrale, negocierile s-au prelungit până a fi abandonate ca urmare a înfrângerii militarea a Germaniei în noiembrie 1918.